# Дасаки (стадион)
Дасаки (на гръцки: ΔΑΣΑΚΙ) се намира в село Ахна, Кипър. Служи за домакинските срещи на Етникос Ахнас. Стадиона е построен през 1997 г. и е с капацитет 7000 седящи места.